# Адамув (гміна Парадиж)
Адамув (пол. Adamów) — село в Польщі, у гміні Парадиж Опочинського повіту Лодзинського воєводства.
Населення — 32 особи (2011).
У 1975-1998 роках село належало до Пйотрковського воєводства.

## Демографія
Демографічна структура станом на 31 березня 2011 року:
|          | Загалом | Допрацездатний вік | Працездатний вік | Постпрацездатний вік |
| -------- | ------- | ------------------ | ---------------- | -------------------- |
| Чоловіки | 15      | 1                  | 11               | 3                    |
| Жінки    | 17      | 5                  | 5                | 7                    |
| Разом    | 32      | 6                  | 16               | 10                   |